# Wallfahrtskirche von Cavallero

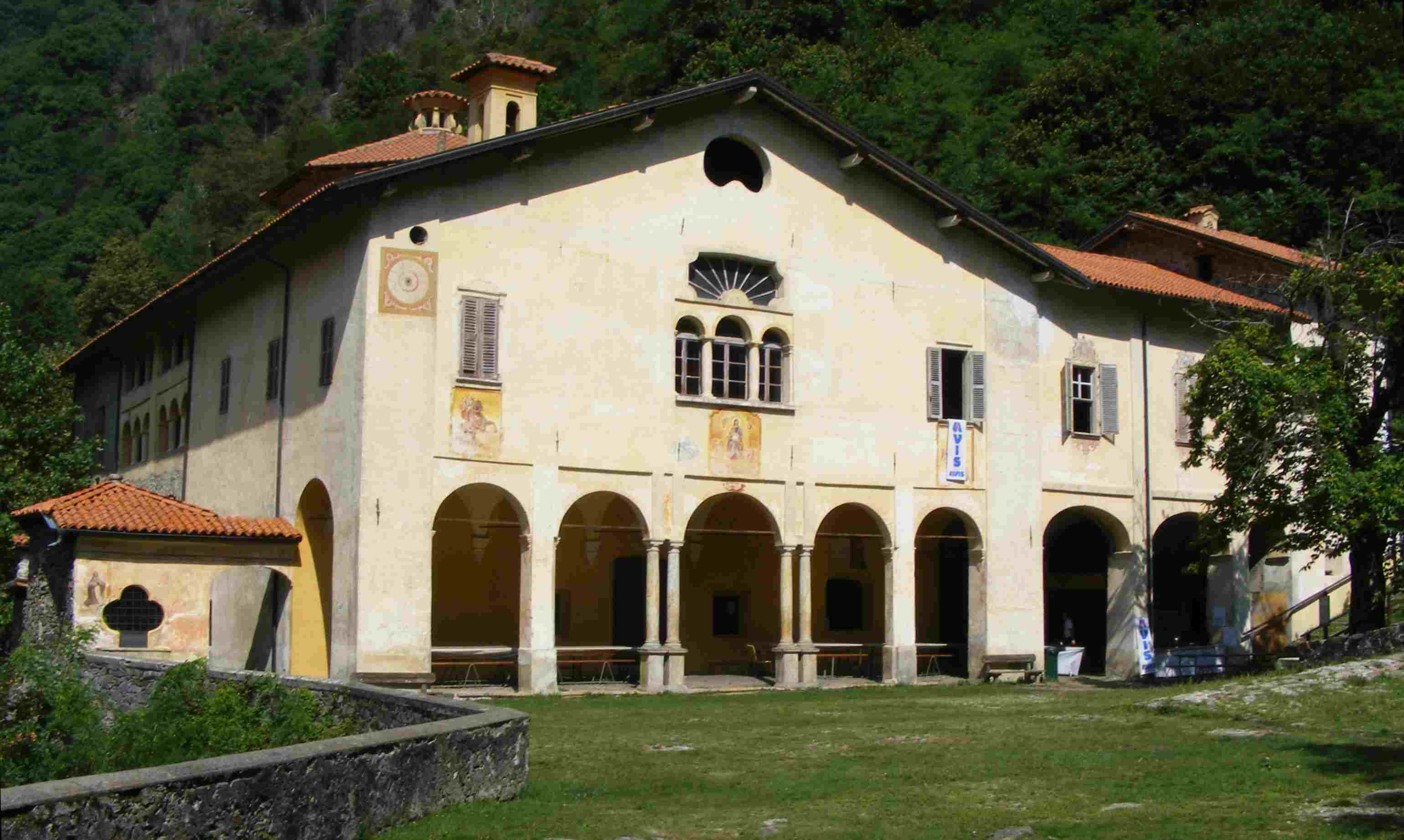
Die Kirche

Die Wallfahrtskirche von Cavallero (italienisch Santuario del Cavallero) ist ein Andachtsort, der der Maria Schnee (italienisch Madonna della Neve) geweiht ist.
Sie liegt in 543 m ü. M. gleich oberhalb der Mündung des Rio Cavallero in den Sessera im Gemeindegebiet von Coggiola in der Provinz Biella. 

## Beschreibung

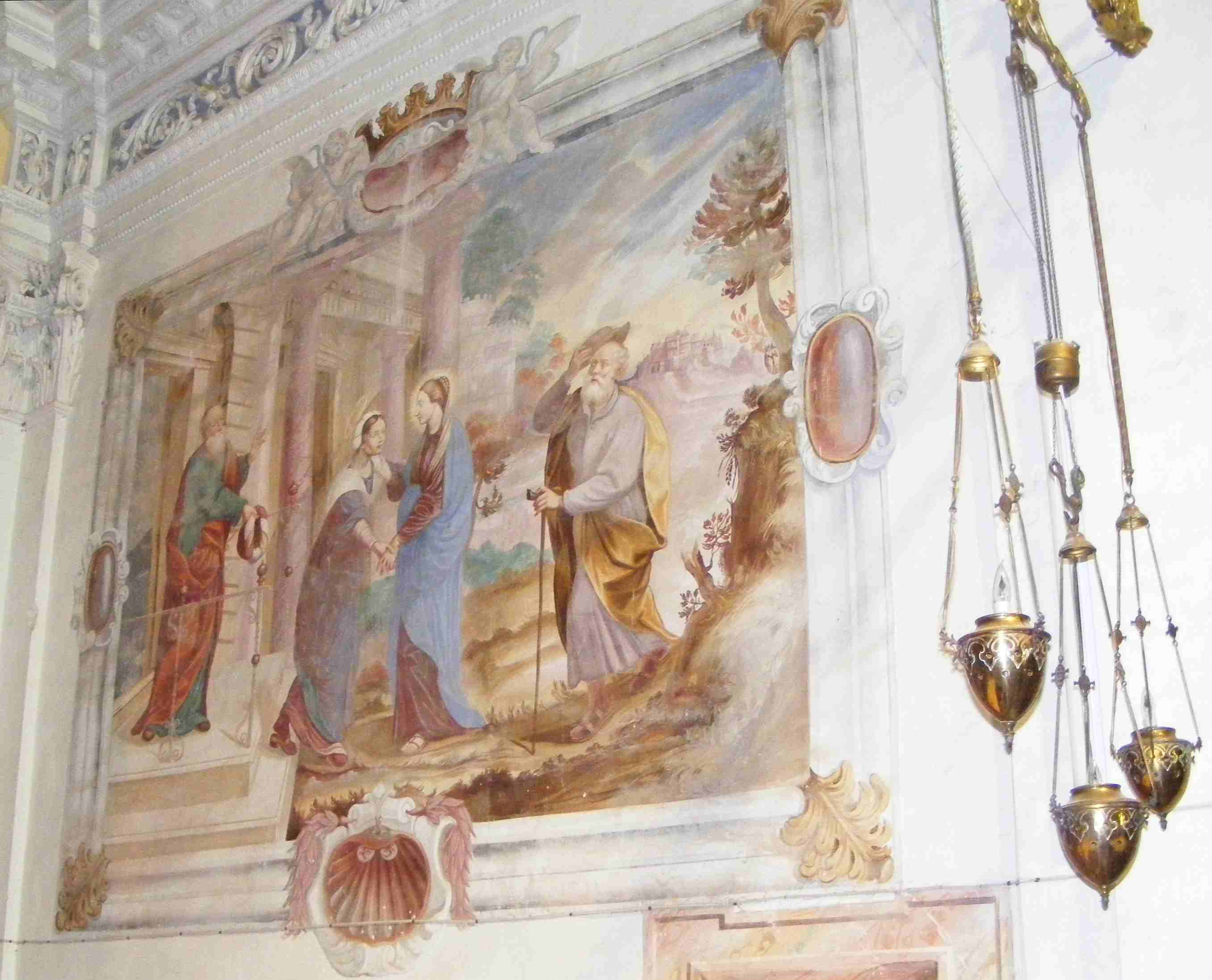
Ein Fresko

Der Bau der Wallfahrtsstätte geht auf die Überlieferung zurück, dass eine taubstumme Bäuerin 1678 auf wunderbare Weise Gehör und Stimme wiedererlangte, nachdem sie an diesem Ort eine Vision der Madonna hatte.
Der Grundriss der Kirche entspricht dem lateinischen Kreuz. Das Innere ist mit Stuckarbeiten und Fresken des Malers Pietro Lace aus Andorno Micca geschmückt. Das Gotteshaus bewahrt ca. 300 Votivbilder, die von Gläubigen als Dank für erhaltene Gnadenbeweise hinterlassen wurden. Der religiöse Gebäudekomplex umfasst auch einige Kapellen und die Wohnung für die Einsiedler, denen bis ins 19. Jahrhundert die Aufsicht über die Wallfahrtsstätte anvertraut war.
Die 1772 fertiggestellte Brücke über den Rio Cavallero vor der Kirche ist so breit, dass sie als Platz angesehen werden kann. 
Die wichtigsten Anlässe, die in der Wallfahrtsstätte zelebriert werden, sind Madonna della Neve (5. August) und der Tag des hl. Joseph (19. März).
Im Sommer wird der nahe gelegene Wildbach Sessera von Badenden aufgesucht; das aus dem Brunnen rechts der Kirche heraustretende Wasser soll therapeutische Wirkungen haben.
Zusammen mit der nahen Wallfahrtskirche von Novareia (Portula) und anderen Sakralbauten des Gebiets gehört sie zur Gruppe der kleineren Wallfahrtsstätten der Gegend von Biella, die sich entlang der Wander- und Pilgerwege von CoEUR und am Weg von San Carlo befinden.

## Der Sacro Monte
In der Nähe der Wallfahrtsstätte befinden sich fünf Kapellen, die zwischen 1710 und 1716 errichtet wurden und getreu der Tradition der Sacri Monti in den Voralpen Terrakotta-Statuen enthalten. Die Statuen werden den Bildhauern der Valsesia-Schule zugeschrieben.

## Zugang
Die Wallfahrtsstätte ist zu Fuß von Coggiola (Ortsteil Zuccaro) über eine kleine, für den Verkehr gesperrte Straße und über einen zum Teil mit Treppen versehenen Pfad erreichbar; die Entfernung zur Hauptgemeinde beträgt 3 km. Eine weitere Möglichkeit besteht von Masseranga (Portula) auf der anderen Seite des Sessera, hierbei überquert man den Wildbach auf einer Fußgänger-Hängebrücke und gelangt so zum etwas weiter unten liegenden Pfad, der zur Wallfahrtsstätte führt.